# Campionat d'Europa de trial FIME
El Campionat d'Europa de trial (oficialment: European Trial Championship), regulat per la FIM Europe (l'antiga UEM), és la màxima competició europea de trial a l'aire lliure. Cal no confondre aquest campionat, adreçat a pilots novells, amb l'antic Campionat d'Europa de trial que organitzà la FIM entre 1968 i 1974, el qual anava destinat als millors pilots de l'època i si es limitava a Europa era pel fet que el trial es practicava aleshores només en aquest continent.

## Historial
A 26 de novembre de 2024
| Edició | Any  | Campió                        | Motocicleta           |
| ------ | ---- | ----------------------------- | --------------------- |
| I      | 1992 | Joan Pons                     | Beta                  |
| II     | 1993 | Dougie Lampkin                | Beta                  |
| III    | 1994 | José Antonio Benítez          | Beta                  |
| IV     | 1995 | Marcel Justribó               | Beta                  |
| V      | 1996 | Gabriel Reyes                 | Montesa               |
| VI     | 1997 | Marc Catllà                   | Gas Gas               |
| VII    | 1998 | Jordi Pascuet                 | Montesa               |
| VIII   | 1999 | José Manuel Alcaraz           | Montesa               |
| IX     | 2000 | Adam Raga                     | Gas Gas               |
| X      | 2001 | Josep Manzano                 | Sherco                |
| XI     | 2002 | Jeroni Fajardo                | Gas Gas               |
| XII    | 2003 | Toni Bou                      | Beta                  |
| XIII   | 2004 | Tadeusz Blazusiak             | Gas Gas               |
| XIV    | 2005 | Shaun Morris                  | Gas Gas               |
| XV     | 2006 | James Dabill                  | Beta                  |
| XVI    | 2007 | Daniel Gibert                 | Montesa               |
| XVII   | 2008 | Michael Brown                 | Beta                  |
| XVIII  | 2009 | Loris Gubian                  | Gas Gas               |
| XIX    | 2010 | Alexz Wigg                    | Beta                  |
| XX     | 2011 | Jack Challoner                | Beta                  |
| XXI    | 2012 | Matteo Grattarola             | Gas Gas               |
| XXII   | 2013 | Eddie Karlsson                | JTG                   |
| XXIII  | 2014 | Franz Kadlec                  | Beta                  |
| XXIV   | 2015 | Gianluca Tournour             | Gas Gas               |
| XXV    | 2016 | Miquel Gelabert               | Sherco                |
| XXVI   | 2017 | Arnau Farré                   | Gas Gas               |
| XXVII  | 2018 | Matteo Grattarola             | Honda                 |
| XXVIII | 2019 | Gabriel Marcelli              | Montesa               |
|        | 2020 | Cancel·lat (COVID-19)         | Cancel·lat (COVID-19) |
| XXIX   | 2021 | Sondre Haga                   | Beta                  |
| XXX    | 2022 | Harry Hemingway               | Beta                  |
| XXXI   | 2023 | Jarand Matias Vold Gunvaldsen | TRRS                  |
| XXXII  | 2024 | Teo Colairo                   | Beta                  |